# Зимовье зверей (мультфильм, 1999)
«Зимовье зверей» — белорусский мультфильм, выпущенный в 1999 году киностудией Беларусьфильм. Является экранизацией белорусской народной сказки.

## Сюжет
Экранизация белорусской народной сказки о том, как домашние животные готовились к зиме.

## Создатели
| Режиссёр             | Александр Ленкин |
| Сценарист            | Александр Ленкин |
| Художник-постановщик | С. Сперанский |
| Оператор             | В. Никитин |
| Композитор           | Игорь Сацевич |
| Песня на стихи       | И. Климович |
| Художники-аниматоры  | Т. Яцына, Валерий Козлов, О. Каршакевич, М. Карпова, Игорь Волчек, Татьяна Житковская, Александр Ленкин, Наталия Хаткевич                                                                     |
| Художники            | Т. Евменова, Наталия Костюченко, Ольга Чикина, Н. Зиновьева, Е. Лапотко, А. Жуковина, В. Хожовец, О. Клементьева, Е. Чайчук, Е. Руднева, Е. Горячева, Л. Слесарёнок, С. Акимова, Н. Олешкевич |
| Роли озвучивали      | Геннадий Овсянников, Александр Беспалый, Александр Кашперов, Владимир Грицевский, Игорь Забара, Владимир Сичкарь, Ольга Сизова, Анатолий Терпицкий, Александр Ленкин                          |
| Ассистент режиссёра  | А. Звертовская |
| Ассистент художника  | Е. Руднева |
| Монтаж               | Г. Будник |
| Звукооператор        | Сергей Чупров |
| Редактор             | Дмитрий Якутович |
| Директор             | Ю. Казакова |